# 克雷馬杜父魚
克雷馬杜父魚，為輻鰭魚綱鮋形目杜父魚亞目杜父魚科的其中一種，為溫帶淡水魚，分布於俄羅斯Kolyma、Magadan、Dukcha河流域，體長可達9.9公分，棲息在底層水域，生活習性不明。

## 擴展閱讀
維基物種上的相關：克雷馬杜父魚